# Халла-ахо, Юсси
Юсси Кристиан Халла-ахо (фин. Jussi Kristian Halla-aho, род. 27 апреля 1971, Тампере, Хяме) — финский политический деятель. Спикер эдускунты (парламента Финляндии) с 21 июня 2023 года. Депутат эдускунты от партии «Истинные финны» (2011—2014, с 2019). Депутат Европейского парламента (2014—2019), председатель партии «Истинные финны» (2017—2021).

## Биография
Изучал русский язык и другие славянские языки в Хельсинкском университете.
Работал в визовом отделе посольства Финляндии в Киеве.

## Политическая карьера
16 января 2015 года объявил о своём решении отказаться от участия в предстоящих выборах в депутаты Эдускунты, предпочтя остаться депутатом Европарламента.
Заявлял о своих намерениях вернуться в отечественную политику и принять участие в муниципальных выборах 2017 года, а также в выборах на пост председателя партии «Истинные финны» и выборах в Европарламент 2019 года.
10 июня 2017 года на партийном собрании в Ювяскюля был избран новым председателем партии Истинные финны, сменив на этом посту Тимо Сойни.
После его избрания парламентская фракция «Истинных финнов» раскололась, отколовшая часть организовала фракцию «Новая альтернатива», на основе которой позже была организована партия «Синее будущее».
29 июня 2019 года на партийном съезде в Тампере (1700 участников, из них 1200 имеющих право голоса) Халла-ахо был переизбран председателем «Истинных финнов», при этом других кандидатов на этот пост не было. 21 июня 2021 года заявил, что не намерен переизбираться на должность председателя партии на предстоящих партийных выборах в августе. Новым председателем избрана Риикка Пурра.
21 июня 2023 года избран спикером эдускунты, получив 134 голоса депутатов, сменил Петтери Орпо, назначенного премьер-министром.

## Идеолог «критиков иммиграции»
Высказывается за ужесточение финской иммиграционной политики, предлагая изменить условия получения финского гражданства таким образом, что гражданства можно при необходимости лишить. Также предлагает подумать о целесообразности системы квот для беженцев и введение учёта расходования государственных средств на нужды иммигрантов по национальным группам.
В 2008 году в своём блоге утверждал, что «ислам — это педофильская религия» и что «грабёж и жизнь за счёт средств налогоплательщиков» — национальное и чуть ли не генетическое свойство сомалийцев. В этой связи политик был осуждён судами первой и второй инстанции по статье УК «нарушение религиозного покоя» и приговорён к наказанию в размере 30 суточных штрафов. В 2012 году к вердикту прибавилась статья «разжигание этнической ненависти», и наказание было увеличено до 50 суточных штрафов. Верховный суд Финляндии также обязал политика убрать некоторые заявления из блога.
15 сентября 2011 года был временно исключён из парламентской фракции партии Истинные финны. Причиной отстранения стали высказывания политика относительно греческого кризиса, о котором он написал в фейсбуке, что «для Греции нужна военная хунта с тем, чтобы танками подавить бастующих работников». Позже Халла-ахо взял обратно свои слова.

## Награды
- Орден князя Ярослава Мудрого II степени (4 сентября 2023 года, Украина) — за весомый личный вклад в укрепление межгосударственного сотрудничества, поддержку государственного суверенитета и территориальной целостности Украины, популяризацию Украинского государства в мире[14].